# 고무로촌 (사이타마현)
고무로촌(小室村)은 사이타마현 기타아다치군에 있던 촌이다. 현재의 이나정에 해당하며, 1943년에 고바리촌과 합병해 이나리촌이 되어 폐지하였다.

## 역사
- 1875년 - 8촌이 합병해 고무로촌이 되었다.
- 1879년 - 군구정촌 편제법에 수반해 기타아다치군에 소속되었다.
- 1889년 4월 1일 - 정촌제 시행에 수반해 고무로촌이 성립하였다.
- 1943년 7월 15일 - 고바리촌과 합병해 이나리촌이 되었다.

## 참고문헌
- 「角川日本地名大辞典」編纂委員会『角川日本地名大辞典 11 埼玉県』角川書店、1980年7月8日。ISBN 4-04-001110-4。